# May Hardman
May Hardman is een personage uit de Britse televisieserie Coronation Street. Deze rol werd gespeeld door Joan Heath

## Leven
May Hardman (geboren Mason) was de moeder van Christine Appleby. Ze woonden samen op nummer 13 in Coronation Street. May werd later in de serie geïntroduceerd, omdat ze een paar weken in een psychiatrische instelling verbleef. Na haar vrijlating trok ze bij haar dochter in.
Op een gegeven moment kreeg May last van hoofdpijn. Christine wilde met haar moeder naar het ziekenhuis, maar dat weigerde ze. Enige tijd later overleed May aan een hersentumor. Na de dood van haar moeder bleef Christine alleen in de straat wonen.

## Trivia
- May Hardman was het eerste personage in Coronation Street dat overleed.

Concepta Riley · Elsie Lappin · Florrie Lindley · Joan Akers · Lionel Petty· May Hardman · Sandra Petty · Vera Lomax